# Dvorany nad Nitrou
Dvorany nad Nitrou jsou obec na Slovensku, v okrese Topoľčany v Nitranském kraji. Žije zde 810 obyvatel. V roce 2011 zde žilo 762 obyvatel.

## Geografie

### Poloha
Obec se nachází v západním výběžku Podunajské nížiny ve střední části Nitranské pahorkatiny a na pravých terasách široké nivy řeky Nitry. Nadmořská výška se pohybuje v rozmezí 152 až 193 m, střed obce je ve výšce 153 m, střed obce je ve výšce 155 m n. m. Území obce je odlesněné, tvoření tercierními usazeninami, které jsou pokryté spraší a nivními sedimenty. Půdní typ je zastoupen hnědozemí a nivními půdami.

### Využití půdy
Celková rozloha území je 4,5201 km², z toho v roce 2020 připadalo 90 % na zemědělskou půdu. Využití půdy (2020): 85 % orná půda, 4 % zahrady. V roce 2023 připadalo 406,23 ha na zemědělskou půdu, z toho 384,96 ha byla orná půda, 19,52 ha tvořily zahrady a 1,75 ha byla travnatá plocha. Z nezemědělské půdy 19,72 ha byla zastavěná plocha a nádvoří a 14,44 ha vodní plocha.

### Sousední obce
Dvorany nad Nitrou sousedí
|                 | Ludanice       |         |
| Horné Obdokovce |                | Súlovce |
|                 | Mýtná Nová Ves | Oponice |

### Doprava
Obcí vede silnice I/64 spojující okresní město Topoľčany s krajským městem Nitrou.

## Historie
Podle archeologických nálezů území obce bylo osídleno v době halštatské a římské. První písemná zmínka pochází z roku 1285, kde je nazývána jako Doran.
V roce 1715 jsou uváděny vinice a 13 domácností, v roce 1787 ve 40 domech žilo 324 obyvatel, v roce 1828 v 41 domech žilo 284 obyvatel. Hlavní obživou bylo zemědělství.

## Památky
V obci se nachází barokní římskokatolická kaple svatého Vendelína z roku 1768. Kostel je jednolodní stavba oválným závěrem (kněžiště), přistavěnou sakristií a vestavěnou věží ve štítovém průčelí. V interiéru je barokní hlavní oltář s oltářním obrazem svatéko Vendelína.